# 북트라키아

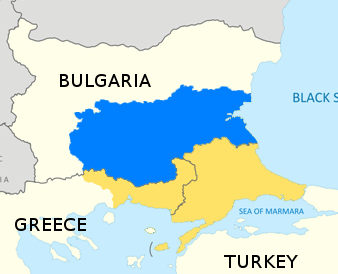
파란색으로 표시된 곳이 북트라키

북트라키아 혹은 북부 트라키아(불가리아어: Северна Тракия  세베르나 트라키야)는 트라키아 북부를 일컬으며 트라키아의 역사적 지방 중 가장 넓다.
불가리아 트라키는 불가리아 남부에 있고 발칸산맥 남쪽과 메스타강 동쪽에 걸쳐 있다. 남쪽으로 그리스, 튀르키예와 국경을 접하고 있고 동쪽으로는 흑해와 접한다. 스레드나고라산맥을 아우르며 마리차강이 이 곳을 흐른다. 대륙성 기후를 띠고 있으며 1916년 이곳에 있는 플로브디프주 사도보에서 관측된 45.2도는 불가리아의 역대 최고 기온이다.
플로브디프, 부르가스, 스타라자고라, 슬리벤, 하스코보, 얌볼, 파자르지크, 아세노브그라드, 커르잘리, 디미트로브그라드, 카잔러크, 스몰랸이 있다. 오스만 제국은 1878년 이곳에 동루멜리아 자치주를 세웠고 1885년 불가리아 공국에 할양됐다.

## 같이 보기
- 서트라키아
- 동트라키아